# Залоза
За́лоза (лат. glandula) — орган в тілі, функцією якого є вироблення специфічних речовин (секретів). Секрети можуть виділятися у зовнішнє середовище чи у кров. Відповідно розрізняють залози зовнішньої секреції (екзокринні), які мають вивідні протоки і виділяють свої секрети на поверхню тіла чи слизових оболонок порожнин тіла, залози внутрішньої секреції (ендокринні), речовини яких надходять безпосередньо до крові або лімфи, та залози змішаної секреції, секрети яких можуть надходити як на поверхню тіла, так і до крові (лімфи).

## Етимологія
Українське «залоза» (давніші староукраїнські форми — «желоза», «железа»), разом з іншими слов'янськими її назвами (біл. залоза, рос. железа, пол. zoɫza, чеськ. žláza, словац. žľaza, луж. žaɫza, церк.-слов. жлѣза, болг. жлеза, серб. жлиjѐзда, словен. žléza) походить від прасл. *želza (давніша непалаталізована форма — *gelza). Це слово порівнюють з лит. gẽležuones («залози у коня»), з вірм. geɫjk («залози») та з грец. γέλγις («голівка або частка часнику»). Не виключають спорідненість з прасл. *želǫdь («жолудь»), грец. βάλανος, лат. glans, лит. gìlė та латис. dzile (всі значать «жолудь»): слов'янське слово могло бути утворене аналогічно лат. glandula («залоза») < glans («жолудь»). Деякі мовознавці (О. М. Трубачов) пов'язують слово «залоза» зі словом «залізо» (від пра-і.є. *ghelghos — «щось тверде»). Судячи з всього, первісно «залозами» звали поверхневі залози: тому, що вони виступали назовні ґулями (до речі, слово «ґуля» теж споріднене з «жолудь») або з причини їхньої твердості.

## Залози зовнішньої секреції
Залози зовнішньої секреції або екзокринні залози (glandulae exocrinae) — залози, які виділяють через вивідні протоки речовини, що виробляє організм в результаті процесів життєдіяльності, на поверхню тіла або слизових оболонок, у ті чи інші порожнини.
(Див. докладніше Залози зовнішньої секреції)

## Залози внутрішньої секреції
Залози внутрішньої секреції або ендокринні залози (glandulae endocrinae) — залози, які не мають вивідних проток і виділяють свій секрет (гормони) безпосередньо в кров.
(Див. докладніше Залози внутрішньої секреції)

## Додаткові зображення

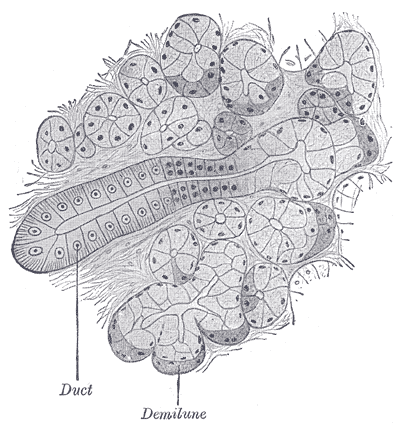
Секція однієї з залоз кота.
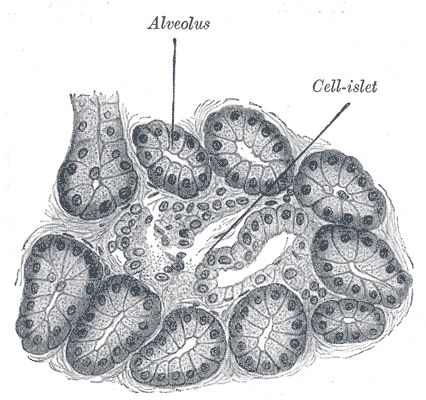
Секція  підшлункової залози собаки. X 250.
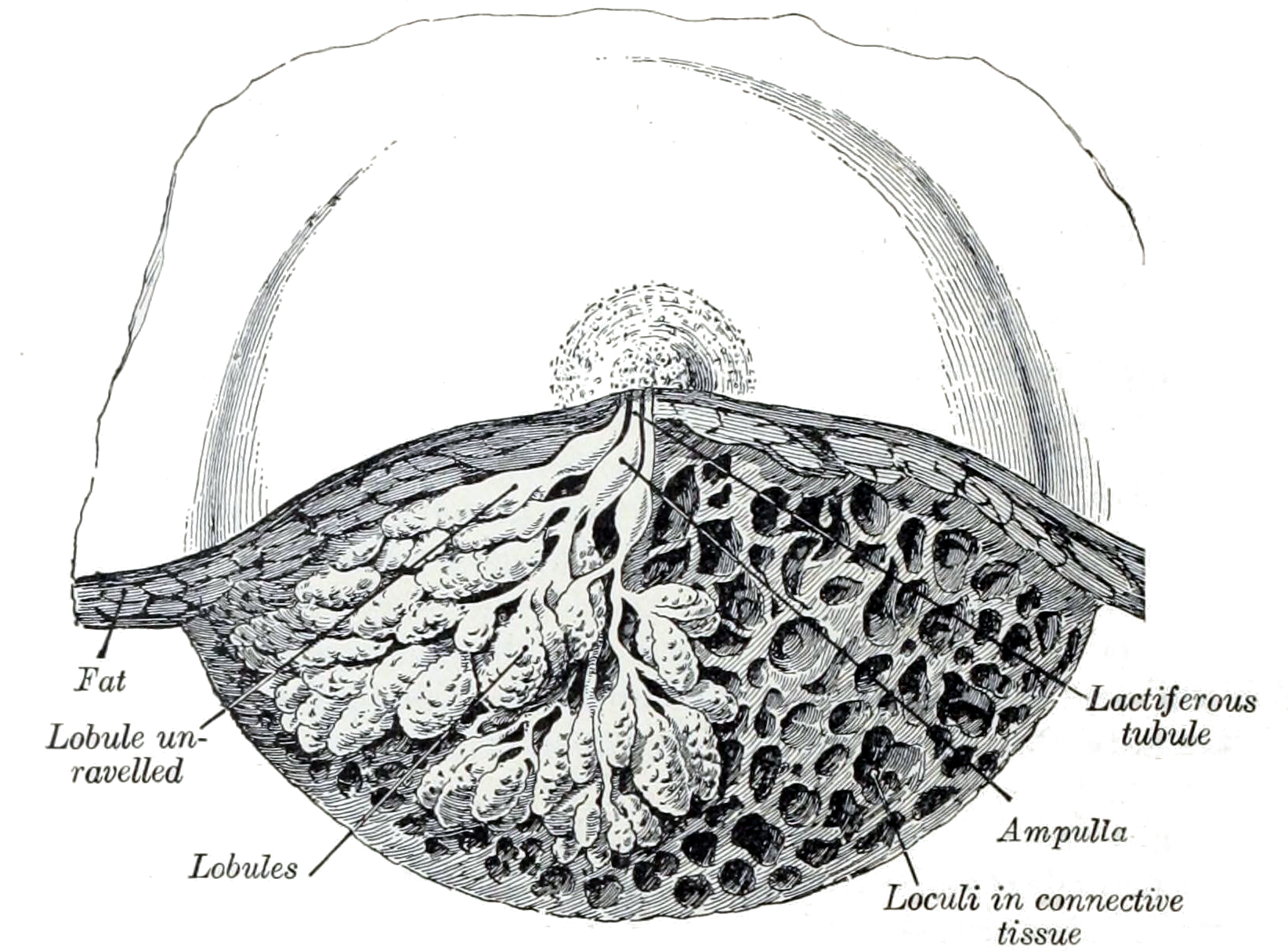
Розріз молочно-виділювальних грудей.
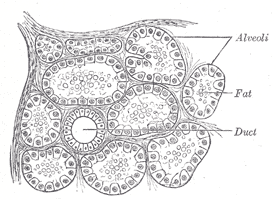
Секція частини молочно-виділювальних грудей.
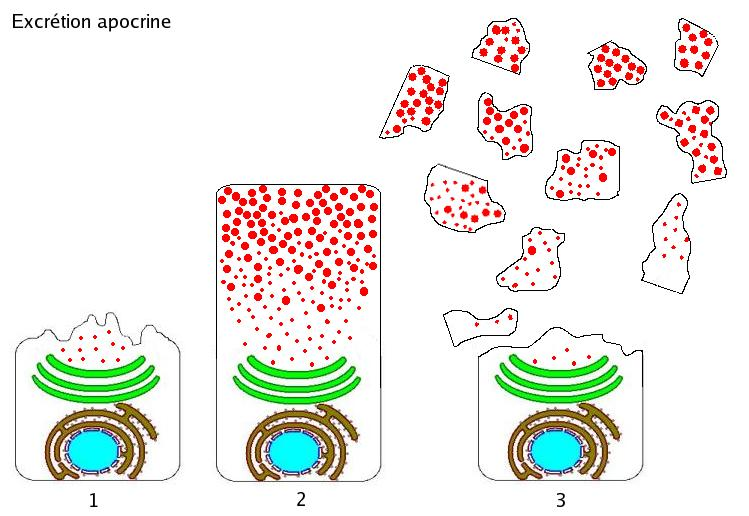
Апокрин